# Международная ассоциация испанистов
Международная ассоциация испанистов (исп. Asociación Internacional de Hispanistas, IAI) — международная организация, объединяющая исследователей в сфере испанистики, насчитывает более 1400 членов. Основана в Оксфорде в 1962 году, поддерживается фондом герцога де Сория. Ассоциацию возглавляет президент, в настоящее время — Аурелио Гонсалес Перес, срок полномочий — 2016—2019.
IAI проводит свои конгрессы раз в три года, последний по счету, XVIII конгресс проходил в 2013 году в Буэнос-Айресе. Также с 1994 года IAI производит ежегодную публикацию Библиографического бюллетеня (исп. Boletín bibliográfico) и каждые три года публикует Справочник, который с 1998 года содержит описание направлений исследований каждого из членов Ассоциации.

## Президенты
- Рамон Менендес Пидаль (1962)
- Дамасо Алонсо (1962-65)
- Марсель Батайон (1965-68)
- Анхель Розенблат (1968-71)
- Эдвард Уилсон (1971-74)
- Рафаэль Лапеса (1974-77)
- Анна Мария Барренечеа (1977-80)
- Хуан Лопес-Морильяс (1980-83)
- Франко Мерегалли (1983-86)
- Элиас Риверс (1986-89)
- Маргит Фрэнк Алаторре (1989—1992)
- Алан Дейермонд (1992—1995)
- Аугустин Редондо (1995—1998)
- Лия Шварц (1998-01)
- Аурора Эгидо (2001-04)
- Жан-Франсуа Ботрель (2004-07)
- Карлос Альвар (2007-10)
- Альдо Руффинатто (2010-13)
- Дэвид Гиз (2013—2016)
- Аурелио Гонсалес Перес (2016-2019)